# Guanta
Guanta – miasto portowe nad Morzem Karaibskim, położone w północnej Wenezueli w stanie Anzoátegui.

## Opis
Miasto zostało założone w 1594 roku. Obecnie tworzy z Barceloną, Puerto La Cruz i Lecheríą tworzy obszar metropolitalny.

## Demografia
Miasto według spisu powszechnego 21 października 2001 roku liczyło 24 954, 30 października 2011 ludność Guanta wynosiła 27 645.

## Dzielnice
- El Chaure
- Volcadero
- 14 de Septiembre
- Urbanización Las Palmas
- La Pajita